# Hanchali, Sindgi
Hanchali là một làng thuộc tehsil Sindgi, huyện Bijapur, bang Karnataka, Ấn Độ.